# SuperNews!
SuperNews! es un programa de televisión que se transmito en Current TV. Estrenó el 19 de agosto de 2005. hasta su ultima emision El 28 de enero de 2010 comenzó de ser producido en segmentos de tres a ocho minutos que constitun un programa de mediahora.

## Lista de Episodios
1. Davos 08.19.05 (Episodio piloto)
2. Rove 08.19.05
3. Bolton 08.27.05
4. Pat Robertson 09.12.05
5. Hurricane Katrina 09.20.05
6. Iraqi Constitution Club 10.05.05
7. GOP in Jeopardy 10.22.05
8. Operation Omega Pattern B 11.10.05
9. The Story of Thanksgiving 11.22.05
10. I'm Dreaming of a Warm Christmas 12.17.05
11. The Gods Must Be Bowling 01.23.06 quitado del sitio de red debido a la controversia rira de prensa danés
12. State of the Union 02.04.06
13. Wire Tappin'! 02.16.06
14. Cheney Shooting: The Quail Speaks! 02.18.06
15. Brokeback White House 03.09.06
16. The Wacky Trial of Saddam Hussein 03.28.06
17. MySpace and K-Fed 04.10.06
18. The Immigration Debate 04.29.06
19. Oprah Drops a Da Vinci Load 05.20.06
20. Low Ratings of the Season Finale 05.31.06
21. Iran: Deal Or No Deal? 06.16.06
22. Eva Coulter 07.06.06
23. Bush and Blair's Candid Moment 07.22.06
24. Osama Bin Lohan 09.28.06
25. Star-Spangled Terror 10.17.06
26. You Gotta Vote 11.01.06
27. Joke Botchin' John Kerry 11.04.06
28. The K-Fed Effect 11.13.06
29. Jackass: N. Korea 11.22.06
30. Christmas Wars 12.20.06
31. Iraq Speech Outtakes 01.13.07
32. Revenge of the Nerds 01.24.07
33. State Of The Union 01.27.07
34. Gates vs. Jobs 02.14.07
35. The (Oval) Office 03.09.07
36. Perez Hilton Show 04.24.07
37. First Dem Debate '08 05.03.07
38. First Repub Debate '08 05.12.07
39. Shawskank Redemption 06.05.07
40. Entourage D.C. 06.21.07
41. Mike Gravel Rocks! 06.23.07
42. Transformers 2? 07.11.07
43. Super Tube Debate 08.11.07
44. The Hills 09.12.07
45. Miss Teen President 09.18.07
46. Oh That Mahmoud 09.27.07
47. Goodbye, Mr. Rove 10.3.07
48. My Dinner with Bill O' 10.16.07
49. A Very Dubya Halloween 10.25.07
50. Becks Strikes the USA 12.6.07
51. It's a Horrible Life 12.18.07
52. Rambo vs. Terror pt. 1 01.24.08
53. Rambo vs. Terror pt. 2 01.31.08
54. Rambo vs. Terror pt. 3 02.24.08
55. The Democratic Messiah 2.27.08
56. Spitzer Blows It 03.15.08
57. Blue Collar Hillary 04.16.08
58. Texting Your Way to Love 04.17.08
59. Social Networking Wars 04.22.08
60. American Ap-perv-el 05.16.08
61. Hipsters in Space 07.1.08
62. Mugged At The Gas Station 7.26.08
63. Socrates on Phelps 08.18.08
64. McCain's VP Rejects 09.3.08
65. Supernews Does The Internet 09.8.08 cortometrajes de mediahora
66. Uncle Sam & 9/11 09.11.08
67. Internet Porn & You 09.12.08
68. Top Gov 10.17.08
69. George Calling Orson 1.17.09

- Datos: Q9080571